# شهرستان تانچانگ
شهرستان تانچانگ (به لاتین: Tanchang County) یک شهرستان‌های جمهوری خلق چین در چین است که در لونگنان واقع شده‌است. شهرستان تانچانگ ۳٬۳۳۱ کیلومتر مربع مساحت و ۲۹۰٬۰۰۰ نفر جمعیت دارد.